# Meriania spruceana
Meriania spruceana är en tvåhjärtbladig växtart som beskrevs av Célestin Alfred Cogniaux. Meriania spruceana ingår i släktet Meriania och familjen Melastomataceae. Inga underarter finns listade i Catalogue of Life.